# Таборити
Таборити (чешки: Táborité) је назив за радикално крило хусита, чешке јеретичке верске заједнице из 15. века.

## Историја
Убиство Јана Хуса на сабору у Констанци 1415. године изазвало је избијање Хуситских ратова. Хусити, његове присталице, нису били јединствени. Делили су се на каликстинце (умерене хусите) и таборите (радикалне хусите). Док су се каликстинци залагали за секуларизацију црквене имовине, мису на народном језику и слично, таборити су се борили за много радикалније реформе. Њихов идеал била је једнакост за све и заједничка имовина. Назив су добили по свом седишту, граду Табору. Најистакнутији представник таборита био је Јан Жишка, вођа хусита у првим годинама рата. Након његове смрти, вођа таборита постаје Прокоп Велики. Хусити су одбијали све нападе савеза католичких барона те је Базелски сабор 1431. године ступио у преговоре са каликстинцима. Преговори су окончани 1433. године доношењем Прашких компактата. Овим документом прихваћени су захтеви каликстинаца. Таборити нису прихватили Прашке компактате што доводи до потпуног расцепа међу хуситима. Избија рат међу самим хуситима. У бици код Липана (30. мај 1434) каликстинци им наносе велики пораз. Таборити су успели да сачувају нека упоришта док су каликстинци од цара Жигмунда Луксембуршког добили право именовања архиепископа. Таборити нису прихватили новог чешког краља Алберта II Немачког (1438-1439) кога су изабрали католици и каликстинци. Његов наследник био је малолетан те је за регента изабран хуситски пан Јиржи Подјебрадски. Он је 1452. године заузео Табор, последње упориште таборита.